# Eutidemo II
Eutidemo II (en griego antiguo: Εὐθύδημος Β΄) fue un rey del Reino Grecobactriano en Asia Central. Fue hijo del rey Demetrio I de Bactriana y hermano de Agatocles, Pantaleón y quizá también de Demetrio II. Se quedó en Bactria como rey asociado hacia 185 a. C., cuando su padre, con quien compartía el trono, emprendió una expedición militar contra la India. Se acuñaron varios tipos de monedas en las que Eutidemo II es representado muy joven. Algunos tipos de estas monedas están hechos mediante una aleación de cobre y níquel. El empleo de este último metal suponía una novedad en esta época. Se estima que habría muerto joven y que habría sido sustituido en el trono por su posible hermano Demetrio II.